# دون باس
دون باس (بالإنجليزية: Don Bass)‏ هو مصارع محترف أمريكي، ولد في 1946 في تيرونزا في الولايات المتحدة، وتوفي في 16 سبتمبر 2016 في ممفيس في الولايات المتحدة بسبب سرطان.

## وصلات خارجية
- دون باس على موقع CageMatch worker (الإنجليزية)

- دون باس على موقع IMDb (الإنجليزية)